# Judith (Judy Collins)
Judith è un album in studio della cantante statunitense Judy Collins, pubblicato nel 1975.

## Tracce
1. The Moon Is a Harsh Mistress (Jimmy Webb) – 2:59
2. Angel Spread Your Wings (Danny O'Keefe) – 3:05
3. Houses (Judy Collins) – 4:32
4. The Lovin' of the Game (Pat Garvey) – 3:03
5. Song for Duke (Judy Collins) – 3:33
6. Send in the Clowns (Stephen Sondheim) – 3:57
7. Salt of the Earth (Mick Jagger, Keith Richards) – 3:59
8. Brother, Can You Spare a Dime? (E.Y. "Yip" Harburg, Jay Gorney) – 3:13
9. City of New Orleans (Steve Goodman) – 4:07
10. I'll Be Seeing You (Sammy Fain, Irving Kahal) – 3:44
11. Pirate Ships (Wendy Waldman) – 2:42
12. Born to the Breed (Judy Collins) – 4:45